# Houssem Aouar
Houssem Aouar (sinh ngày 30 tháng 6 năm 1998) là một cầu thủ bóng đá chuyên nghiệp người Algérie hiện đang thi đấu ở vị trí tiền vệ cho câu lạc bộ Saudi Pro League Al-Ittihad và đội tuyển bóng đá quốc gia Algérie.

## Đầu đời
Houssem-Eddine Chaâbane Aouar sinh ngày 30 tháng 6 năm 1998 tại Lyon, Auvergne-Rhône-Alpes.

## Sự nghiệp câu lạc bộ
Aouar gia nhập Học viện và Đội dự bị Olympique Lyonnais năm 2009 khi mới 11 tuổi.
Anh ấy đã ký hợp đồng chuyên nghiệp ba năm tại Lyon vào tháng 7 năm 2016. Anh ấy có trận ra mắt đội một vào ngày 16 tháng 2 năm 2017 trong chiến thắng 1–4 trước AZ Alkmaar ở vòng 32 đội của vòng loại trực tiếp của UEFA Europa League, vào thay Sergi Darder sau 84 phút. Aouar ghi bàn thắng đầu tiên cho đội một của Lyon một tuần sau đó trong trận đấu lượt về với AZ Alkmaar tại Parc Olympique Lyonnais, trận đấu mà Lyon thắng 7–1. Anh có trận ra mắt tại Ligue 1 trong trận đấu với SC Bastia trên sân khách vào ngày 16 tháng 4 năm 2017, nhưng trận đấu đã bị hủy ở hiệp một với tỷ số 0–0. Một chiến thắng đã được trao cho Lyon ba tuần sau đó. Anh được đề cử cho giải Cậu bé vàng vào tháng 7 năm 2018.
Vào đầu mùa giải 2017–18, mặc dù chỉ chơi 5 trận chính thức cho đội một của Lyon kể từ khi gia nhập câu lạc bộ, Aouar đã được trao số áo tượng trưng 8 (số áo trước đó được huyền thoại câu lạc bộ Juninho mặc) khi Corentin Tolisso chuyển đến Bayern Munich vào tháng 6 năm 2017.
Vào ngày 11 tháng 12 năm 2019, Aouar đã ghi một bàn thắng vào lưới RB Leipzig trong trận đấu vòng bảng Champions League giúp Lyon giành quyền vào vòng 16 đội Champions League. Đội bóng của anh sau đó đã đánh bại cả Juventus và Manchester City để lọt vào bán kết trận chung kết, nơi họ bị đánh bại bởi Bayern Munich.

## Sự nghiệp quốc tế
Aouar đủ điều kiện để thi đấu cho Algérie mặc dù đã chơi cho các đội trẻ Pháp ở cấp độ U-17 và U21.
Năm 2018, anh ấy được cho là đang cân nhắc việc đại diện cho Algérie ở cấp độ quốc tế sau cuộc nói chuyện với cựu tiền đạo Lyon và tiền đạo hiện tại của Real Madrid, Karim Benzema.
Vào tháng 1 năm 2019, huấn luyện viên trưởng Algérie Djamel Belmadi xác nhận rằng ông sẽ đến thăm Aouar và trình bày tầm nhìn cũng như dự án của Desert Foxes với hy vọng thuyết phục anh thi đấu tại Cúp bóng đá châu Phi sắp tới.
Ngày 16 tháng 3 năm 2023, Houssem Aouar thông báo rằng anh ấy đã chọn đại diện cho Algeria, quê hương của cha mẹ anh ấy, ở cấp độ quốc tế.

### Pháp
Năm 2014, Aouar được gọi vào đội U-17 Pháp, nhưng chỉ chơi một trận. Năm 2019, anh đá chính trong suốt Giải vô địch U-21 châu Âu cho đội U-21 Pháp, đội cuối cùng bị loại bởi Tây Ban Nha ở bán kết.
Tháng 11 năm 2019, Aouar được triệu tập tập huấn cho đội tuyển Pháp nhưng anh không nhận lời vì chấn thương.
Vào ngày 26 tháng 8 năm 2020, Aouar lần đầu tiên được triệu tập vào đội tuyển Pháp để chuẩn bị cho các trận đấu tại UEFA Nations League 2020–21 gặp Thụy Điển và Croatia vào đầu tháng 9.
Vào ngày 27 tháng 8 năm 2020, Aouar có kết quả dương tính với COVID-19 trong cuộc kiểm tra định kỳ do Lyon thực hiện, trong bối cảnh đại dịch ở Pháp; Anh bị cách ly trong hai tuần và phải bỏ tập ít nhất 10 đến 15 ngày. Vì vậy, Pháp quyết định thay thế anh bằng người đồng đội cũ Nabil Fekir từ Real Betis.
Anh ra mắt vào ngày 7 tháng 10 năm 2020 trong trận giao hữu với Ukraine.

## Phong cách thi đấu
Aouar là một tiền vệ tấn công đa năng, có thể chơi ở bất cứ vị trí nào ở hàng tiền vệ, anh được khen ngợi về kỹ thuật xuất sắc và sự điềm tĩnh với trái bóng trong chân.

## Đời tư
Aouar là người gốc Algérie. Anh coi Juninho và Zinedine Zidane là hình mẫu.

## Thống kê sự nghiệp

### Câu lạc bộ
Tính đến ngày 1 tháng 1 năm 2023
| Câu lạc bộ          | Mùa giải            | Giải vô địch        | Giải vô địch | Giải vô địch | Cúp quốc gia | Cúp quốc gia | Cúp liên đoàn | Cúp liên đoàn | Châu Âu | Châu Âu | Khác | Khác | Tổng cộng | Tổng cộng |
| Câu lạc bộ          | Mùa giải            | Hạng đấu            | Trận         | Bàn          | Trận         | Bàn          | Trận          | Bàn           | Trận    | Bàn     | Trận | Bàn  | Trận      | Bàn       |
| ------------------- | ------------------- | ------------------- | ------------ | ------------ | ------------ | ------------ | ------------- | ------------- | ------- | ------- | ---- | ---- | --------- | --------- |
| Lyon                | 2016–17             | Ligue 1             | 3            | 0            | 0            | 0            | 0             | 0             | 2       | 1       | 0    | 0    | 5         | 1         |
| Lyon                | 2017–18             | Ligue 1             | 32           | 6            | 4            | 0            | 0             | 0             | 8       | 1       | —    | —    | 44        | 7         |
| Lyon                | 2018–19             | Ligue 1             | 37           | 7            | 2            | 0            | 1             | 0             | 7       | 0       | —    | —    | 47        | 7         |
| Lyon                | 2019–20             | Ligue 1             | 25           | 3            | 4            | 3            | 4             | 2             | 8       | 1       | —    | —    | 41        | 9         |
| Lyon                | 2020–21             | Ligue 1             | 30           | 7            | 3            | 1            | —             | —             | —       | —       | —    | —    | 33        | 8         |
| Lyon                | 2021–22             | Ligue 1             | 36           | 6            | 0            | 0            | —             | —             | 9       | 2       | —    | —    | 45        | 8         |
| Lyon                | 2022–23             | Ligue 1             | 7            | 1            | 0            | 0            | —             | —             | —       | —       | —    | —    | 7         | 1         |
| Tổng cộng sự nghiệp | Tổng cộng sự nghiệp | Tổng cộng sự nghiệp | 170          | 30           | 13           | 4            | 5             | 2             | 34      | 5       | 0    | 0    | 222       | 41        |

1. 1 2 3  Ra sân tại UEFA Europa League
2. 1 2  Ra sân tại UEFA Champions League

### Quốc tế
Tính đến ngày 9 tháng 1 năm 2024
| Đội tuyển quốc gia  | Năm                 | Trận | Bàn |
| ------------------- | ------------------- | ---- | --- |
| Pháp                | 2020                | 1    | 0   |
| Tổng cộng           | Tổng cộng           | 1    | 0   |
| Algérie             | 2023                | 5    | 2   |
| Algérie             | 2024                | 1    | 0   |
| Tổng cộng           | Tổng cộng           | 6    | 2   |
| Tổng cộng sự nghiệp | Tổng cộng sự nghiệp | 7    | 2   |

## Danh hiệu

### Câu lạc bộ

#### Lyon
- Coupe de la Ligue: Á quân 2019–20[21]

### Cá nhân
- Đội hình tiêu biểu của mùa giải UEFA Champions League: 2019–20[22]